# Roman Jakowlew
Roman Jakowlew (ukr. Роман Миколайович Яковлєв ur. 13 sierpnia 1976 w Charkowie) – rosyjski siatkarz, reprezentant Rosji, grający na pozycji atakującego. 
Jego syn Dmitrij, również jest siatkarzem.

## Sukcesy klubowe
Mistrzostwo Ukrainy:
- 1994
- 1995

Puchar Rosji:
- 1995, 1996, 1997, 1998

Mistrzostwo Rosji:
- 1997, 1998, 2014
- 1996, 1999, 2011
- 2010

Puchar Europy Zdobywców Pucharów:
- 1997

Puchar CEV:
- 2004, 2007
- 2001

Mistrzostwo Włoch:
- 2002
- 2003

Liga Mistrzów:
- 2003, 2010
- 2011

Superpuchar Rosji:
- 2009

## Sukcesy reprezentacyjne
Liga Światowa:
- 2002
- 1998, 2000
- 2001

Mistrzostwa Europy:
- 1999
- 2001, 2003

Puchar Świata:
- 1999, 2011

Igrzyska Olimpijskie:
- 2000

Mistrzostwa Świata:
- 2002

## Nagrody indywidualne
- 1998: Najlepszy zagrywający Ligi Światowej
- 1999: MVP i najlepszy atakujący Pucharu Świata